# Thomas Ebright Award
Der Thomas Ebright Award ist eine Eishockeytrophäe der American Hockey League, die nach Thomas Ebright, dem ehemaligen Teambesitzer der Baltimore Skipjacks und Portland Pirates, benannt ist. Die Trophäe wird seit der Saison 1997/98 jährlich an Personen mit besonderen Verdiensten für die AHL vergeben.

## Gewinner
| Jahr    | Gewinner                |
| ------- | ----------------------- |
| 2023/24 | Vance Lederman          |
| 2022/23 | Mark Bernard            |
| 2021/22 | Kevin McDonald          |
| 2020/21 | Jon Gustafson           |
| 2019/20 | David Andrews           |
| 2018/19 | Todd Frederickson       |
| 2017/18 | Wendell Young           |
| 2016/17 | Craig Heisinger         |
| 2015/16 | Jim Schoenfeld          |
| 2014/15 | Michael Andlauer        |
| 2013/14 | Howard Dolgon           |
| 2012/13 | Jeff Barrett            |
| 2011/12 | Lyman G. Bullard junior |
| 2010/11 | Mark Chipman            |
| 2009/10 | Tom Mitchell            |
| 2008/09 | Jim Mill                |
| 2007/08 | Doug Yingst             |
| 2006/07 | Frank Miceli            |
| 2005/06 | Al Coates               |
| 2004/05 | Glenn Stanford          |
| 2003/04 | Roy Boe Jack Kelley     |
| 2002/03 | Bill Watters            |
| 2001/02 | Bruce Landon            |
| 2000/01 | Bill Torrey             |
| 1999/00 | Bryan Lewis             |
| 1998/99 | Gordon Anziano          |
| 1997/98 | Jack Butterfield        |